# 拉德米拉·德尔利亚恰
拉德米拉·德尔利亚恰（1959年12月21日—），波斯尼亚和黑塞哥维那女子手球运动员。她曾代表南斯拉夫国家队参加1980年夏季奥林匹克运动会手球比赛，获得一枚银牌。